# Place Lucien-Herr
La place Lucien-Herr est une voie du quartier du Val-de-Grâce dans le 5e arrondissement de Paris.

## Situation et accès
Elle est située à la jonction des rues Lhomond, Tournefort, Jean-Calvin, Vauquelin et Pierre-Brossolette.
La place Lucien-Herr est desservie par la ligne 7 à la station Censier - Daubenton.

## Origine du nom
Cette place porte le nom de Lucien Herr (1864-1926) qui fut bibliothécaire à l'École normale supérieure et un militant fondateur du socialisme en France.

## Historique
Anciennement partie intégrante de la rue Lhomond, cette place tient son nom depuis 1927.
Aménagée d'une importante fontaine en cascade sous la terrasse formée par les rues Lhomond et Tournefort et occupée par un restaurant de quartier, la place est un lieu de rencontre à l'écart de l'agitation de la rue Mouffetard toute proche.

## Bâtiments remarquables et lieux de mémoire
- Le derrière de l'École supérieure de physique et de chimie industrielles de la ville de Paris.
- Commissariat Bureau central des accidents à l'angle de la rue Vauquelin.

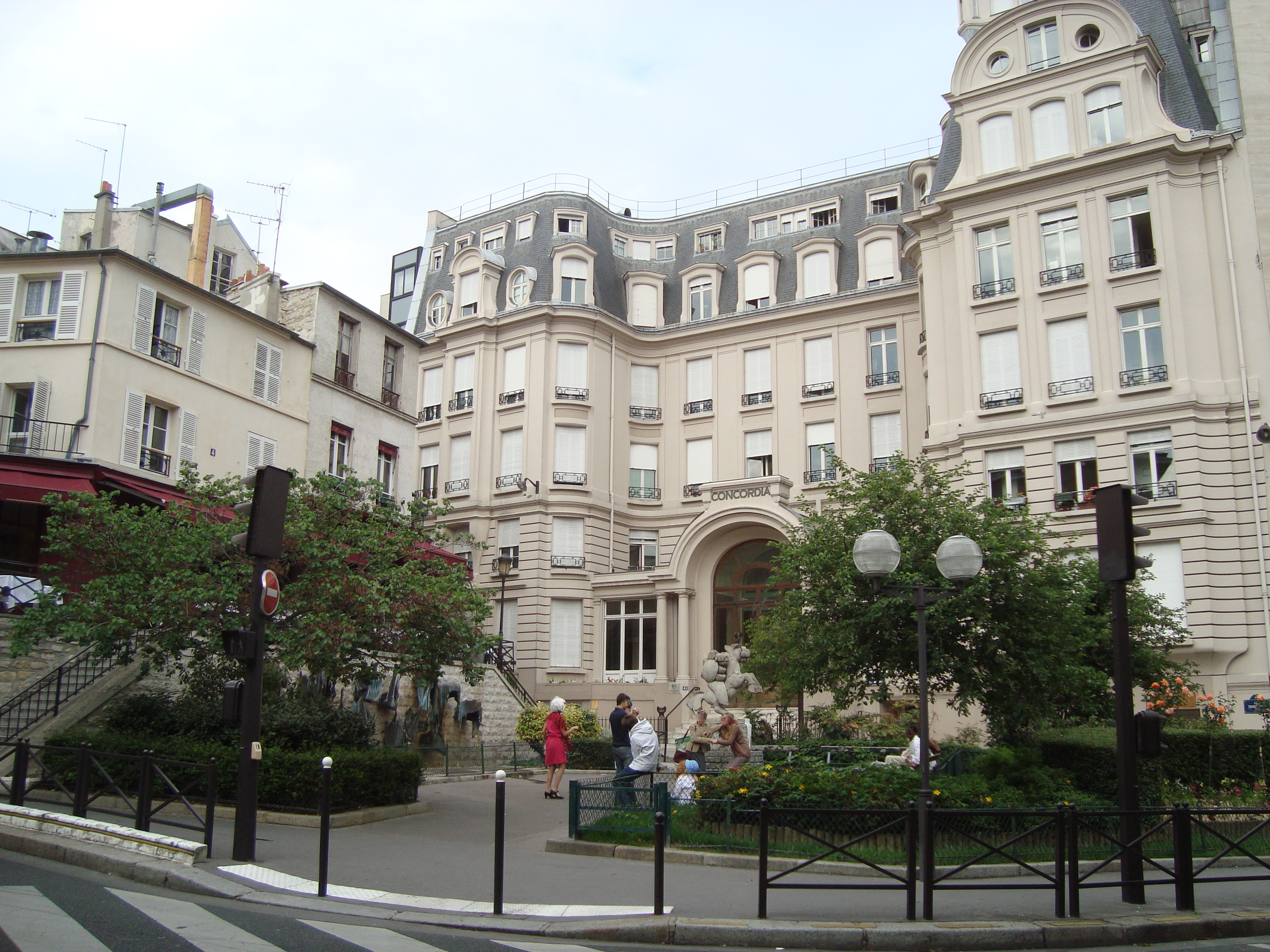
Vue de la place et de la résidence étudiante Concordia, rue Tournefort.
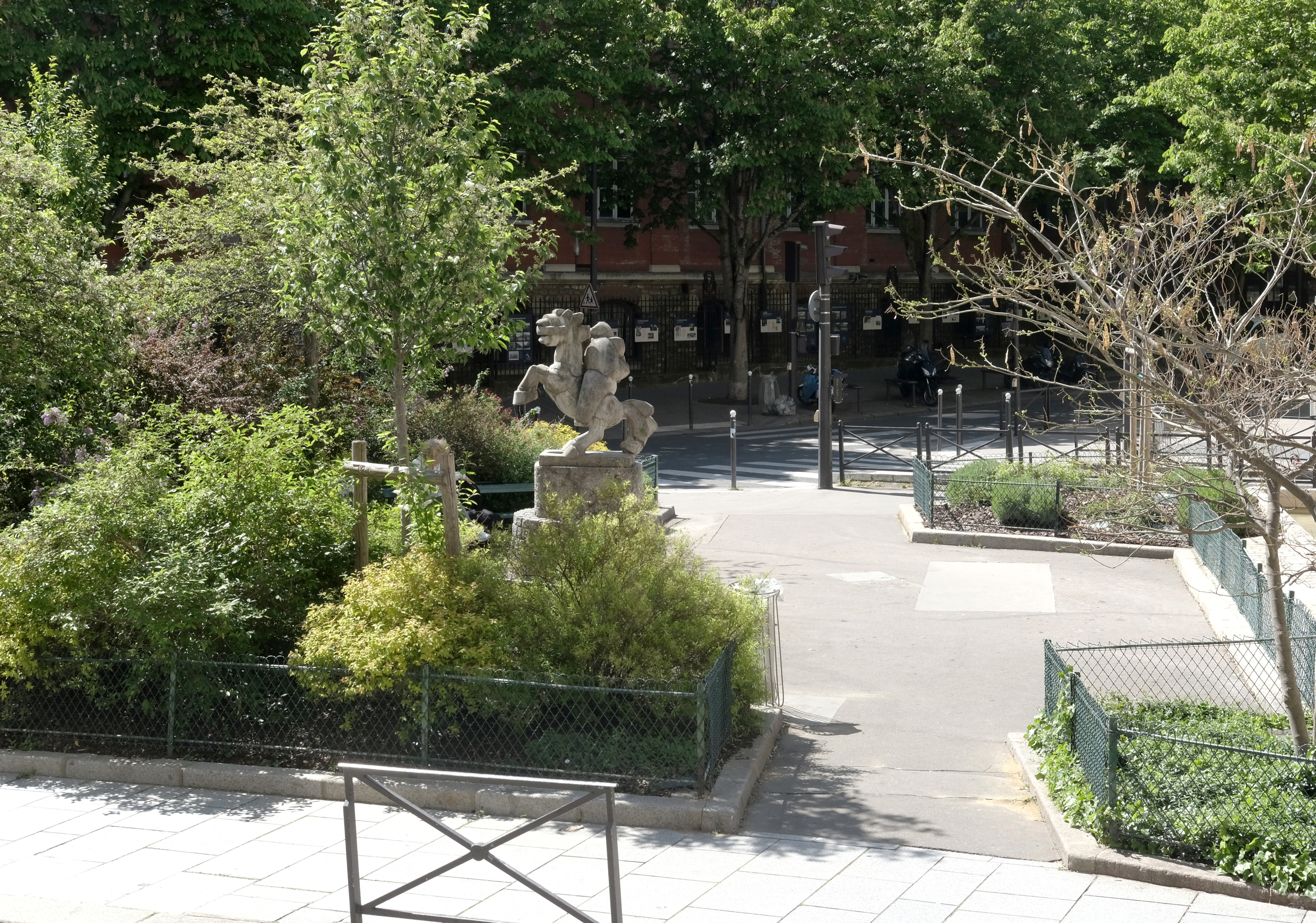
Jardin central de la place avec le cheval cabré.

- En 1973, la place, ainsi que la rue Tournefort, furent utilisées pour le tournage du film Le Magnifique (1973) de Philippe de Broca, avec la résidence étudiante Concordia, fréquentée par Christine (Jacqueline Bisset) qui y fait ses études de sociologie.